# Torneo de Houston 2011
El U.S. Men's Clay Court Championships 2011 es un torneo de tenis jugado sobre polvo de ladrillo. Esta es la edición número 43 y pertenece a los torneos ATP World Tour 250. Toma lugar en River Oaks Country Club en Houston, Texas, Estados Unidos, desde el 4 de abril hasta el 10 de abril de 2011.

## Campeones

### Individuales
- Individuales masculinos:  Ryan Sweeting derrota a  Kei Nishikori  por 7-6(3), 6-4

### Dobles
- Dobles masculinos:  B Bryan /  M Bryan   derrotan a  J Isner /  S Querrey  por 6-7(4) 6-2 10-5